# اسلام و کودکان
مبحث اسلام و کودکان شامل حقوق کودکان در اسلام، وظایف کودکان در قبال پدر و مادرشان، و حقوق پدر و مادر بر فرزندانشان، هم فرزندان بیولوژیکی و هم فرزندخواندگان می‌شود. همچنین برخی از اختلافات در زمینه حقوق، با توجه به مذاهب مختلف بحث می‌شوند.

## محمد
محمد هفت فرزند داشت، سه پسر و چهار دختر. تمام پسرانش، از جمله ابراهیم بن محمد، در کودکی درگذشتند. محمد همچنین یک پسرخوانده داشت، با نام زید، که گفته می‌شود مورد شفقت پدری محمد بود. محمد همچنین چهار نوه دختری داشت، حسن بن علی و حسین بن علی،[زینب بنت علی]و[اُم کُلثوم بنت علی]

## حقوق پدر و مادر

### در باب قتل فرزند
فقهای شیعه تقریباً اتفاق نظر دارند که اگر پدر یا جد پدری فرزند خود را عمدا بکشد، قصاص نمی‌شود؛ اما این حکم در مورد مادر وجود ندارد.
علامه حلی می‌گوید: «پدر اگر فرزندش را بکشد قصاص نمی شود. اما فرزند اگر پدرش را بکشد قصاص می شود. همچنین مادر اگر فرزندش را بکشد قصاص می شود و بقیه خویشاوندان مانند اجداد، جدات مادری، برادران، خواهران، عموها، عمه ها، خاله ها و دایی ها قصاص می شوند».
فقهای اهل سنت برخلاف فقهای شیعه، مادر را در قتل فرزند، همچون پدر، معاف از مجازات می‌دانند.
کاشانی در این زمینه می‌گوید: «شرط قصاص آن است که مقتول جزئی از قاتل نباشد. بنابراین اگر پدر، فرزند خود را بکشد قصاص نمی شود و همین طور است اگر پدر پدر یا پدر مادر و بالاتر، نوه خود را بکشد یا مادر، فرزند خود را بکشد»

### اطاعت از پدر و مادر
حدیثی از محمد، "بزرگ ترینِ گناهان بزرگ" را شرک و سرپیچی از اطاعت پدر و مادر می‌داند.

## ازدواج

### سن ازدواج
به گفته روبن لوی، توسط اسلام هیچ محدودیت سنی ای برای ازدواج در نظر گرفته نشده‌است، و "کودکان کاملا کم سن و سالی می توانند شرعا به ازدواج درآیند".

### رابطه جنسی با کودک
در فقه شیعه نیز طبق فتاوای برخی فقها، تفخیذ جایگزینی برای دخول با همسر نابالغ دانسته می‌شود، از جمله فتوای سید روح‌الله خمینی در تحریرالوسیله‌اش در این زمینه چنین است: «کسی که زوجه‌ای کمتر از نه سال دارد دخول او برای وی جایز نیست … اما سایر کام‌گیری‌ها از قبیل لمس به شهوت و آغوش گرفتن و تفخیذ اشکال ندارد هر چند شیرخواره باشد.» البته برخی فقها با فتوای فوق مخالفند. مثلاً ناصر مکارم شیرازی می‌نویسد: کام‌گیری باید به مقدار متعارف باشد، و درمانند شیرخواره دلیلی بر جایز بودن این نوع کام‌گیری‌ها نیست. و حتی سید روح الله خمینی در توضیح المسائل خود فتوا داده‌ است که:«برای انجام رضایت به ازدواج، باید دو طرف عقد (مرد و زن) بالغ و رشید باشند، بنابراین اگر دختر دارای رشد نیست نمی توان او را به عقد دیگری درآورد...همچنین اگر دختری بالغ باشد ولی رشید نباشد یعنی صاحب درک و فهم نشده باشد و نتواند خوب و بد و سود و زیان خود را تشخیص دهد، عقد وی نیز صحیح نیست.»

## فرزند در قرآن

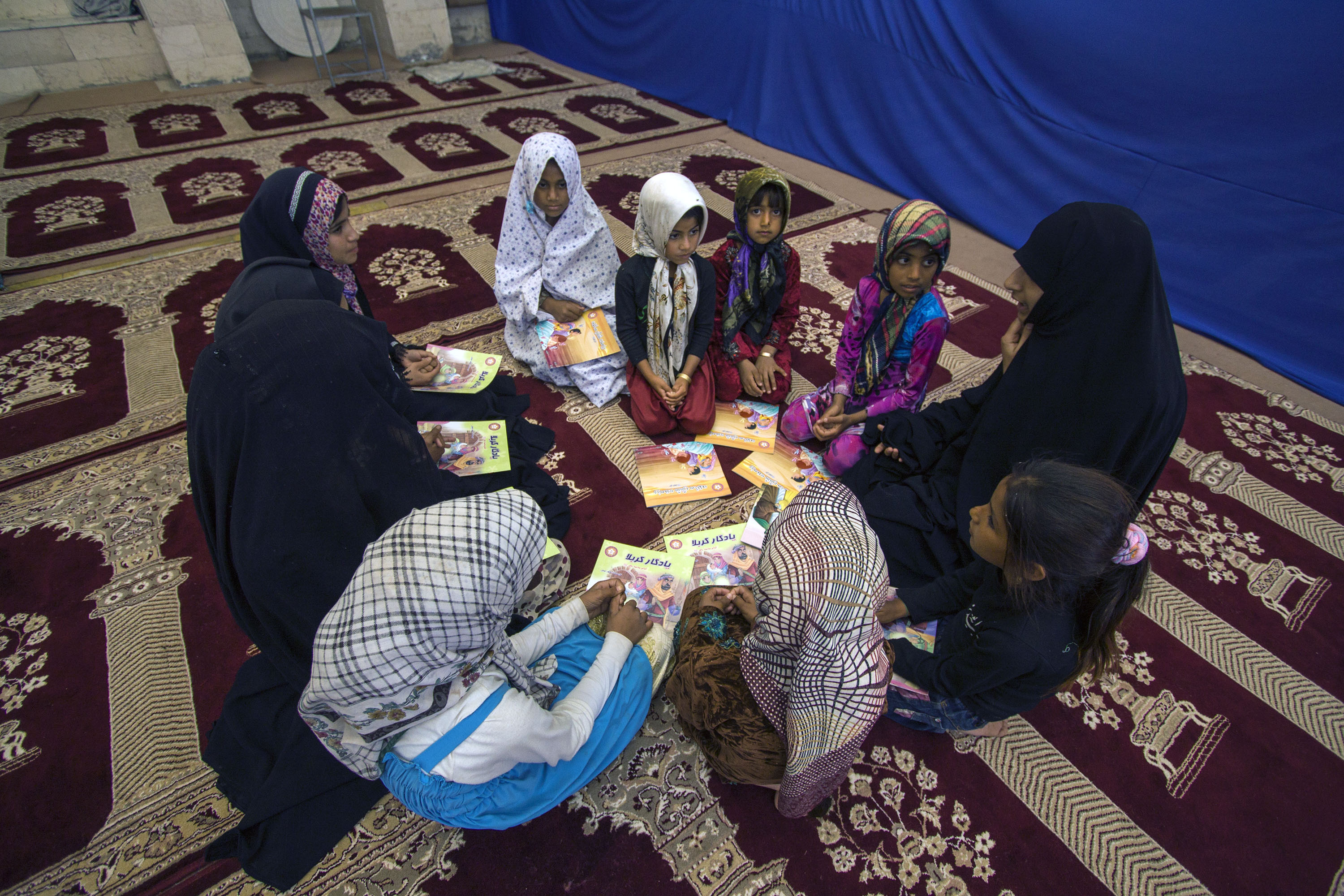
آموزش‌های مذهبی برای کودکان در مناطق محروم جنوب کرمان توسط یک خانم جلسه ای

در قرآن برای اشاره به کودکان و فرزندان، چندین واژه عربی به کار رفته‌است (مانند ذریه، غلام، ولد، ولید، مولود، طفل و صغیر) که همگی به نابالغان اشاره دارد. قرآن، وظایف والدین نسبت به فرزندانشان و وظایف فرزندان نسبت به والدین را به تفصیل بیان نکرده‌است. در قرآن، زنده به گور کردن نوزادان ممنوع شده‌است. قرآن از کشتن نوزادان حتی در صورت بیم از تنگ‌دستی، نهی کرده‌است. دوران شیر دادن به کودک دو سال تعیین شده‌است. در اسلام، ازدواج و رابطه جنسی با فرزندان ممنوع زنای با محارم محسوب می‌شود. شوهر به تأمین هزینه کودکش ملزم شده‌است. قرآن، مهربانی و عدالت را با یتیمان توصیه می‌کند و بنا به قرآن، محمد خود یتیمی بود که از سوی خدا پناه داده شد. پدر نمونه در اسلام، لقمان است که پسرش را تعلیم می‌دهد. قرآن، فرزند را نشانه برکت الهی می‌داند و در شمار پاداش‌های موعود به صالحان، فرزند بسیار را ذکر می‌کند. در این حال، فرزند در کنار ثروت‌های دنیوی دیگر فتنه و وسیله آزمایش نام گرفته‌است که می‌توانند انسان را از یاد خدا غافل کنند. قرآن به مؤمنان یادآوری می‌کند که دل‌بستگی به فرزند و اموال، نباید آن‌ها را از جهاد بازدارد.